# خوسيه إغناثيو رودريغيز
خوسيه إغناثيو رودريغيز (بالإسبانية: José Ignacio Rodríguez Valbuena)‏ هو عارض فنزويلي، ولد في 17 مارس 1979 في ماراكايبو في فنزويلا.